# Polar-3-Halbinsel
Polar-3-Halbinsel är en udde i Antarktis. Den ligger i Östantarktis. Nya Zeeland gör anspråk på området.
Terrängen inåt land är kuperad åt nordost, men åt sydväst är den platt. Havet är nära Polar-3-Halbinsel åt sydost. Trakten är obefolkad. Det finns inga samhällen i närheten.